# Trédaniel
 Trédaniel  (en bretón Trezeniel) es una población y comuna francesa, situada en la región de Bretaña, departamento de Côtes-d'Armor, en el distrito de Saint-Brieuc y cantón de Moncontour (Côtes-d'Armor).

## Demografía
| 564 | 592 | 636 | 719 | 747 | 856 |
| Para los censos de 1962 a 1999 la población legal corresponde a la población sin duplicidades (Fuente: INSEE [Consultar]) |     |     |     |     |     |